# Xã Cooperstown, Quận Brown, Illinois
Xã Cooperstown (tiếng Anh: Cooperstown Township) là một xã thuộc quận Brown, tiểu bang Illinois, Hoa Kỳ. Năm 2010, dân số của xã này là 311 người.